# Ober-Grafendorf
Ober-Grafendorf è un comune austriaco di 4 614 abitanti nel distretto di Sankt Pölten-Land, in Bassa Austria; ha lo status di comune mercato (Marktgemeinde).